# Llista de topònims de Canet d'Adri
Llista de topònims (noms propis de lloc) del municipi de Canet d'Adri, al Gironès
Informació actualitzada per un bot. Els canvis manuals es perdran quan s'actualitzi!

## curs d'aigua
| imatge | Nom               | Ubicat a                                                  | instància de | Detalls          | coordenades                                                          | Protecció                   | Commons (més fotos) | Dades a WD                    |
| ------ | ----------------- | --------------------------------------------------------- | ------------ | ---------------- | -------------------------------------------------------------------- | --------------------------- | ------------------- | ----------------------------- |
|        | Revardit          | Cornellà del Terri                                        | curs d'aigua | Desemboca: Terri | 42° 05′ 16″ N, 2° 49′ 42″ E / 42.08767750758065°N,2.82823920249939°E |                             |                     | Modifica les dades a Wikidata |
|        | riera d'en Xuncla | Canet d'Adri Palol de Revardit Sant Gregori Sarrià de Ter | curs d'aigua | Desemboca: Ter   |                                                                      | bé cultural d'interès local | Riera d'en Xuncla   | Modifica les dades a Wikidata |

## entitat singular de població
| imatge | Nom          | Ubicat a     | instància de                                                                   | Detalls | coordenades                                                                 | Protecció | Commons (més fotos) | Dades a WD                    |
| ------ | ------------ | ------------ | ------------------------------------------------------------------------------ | ------- | --------------------------------------------------------------------------- | --------- | ------------------- | ----------------------------- |
|        | Adri         | Canet d'Adri | entitat singular de població ens local històric de Catalunya                   | 67 hab  | 42° 03′ 06″ N, 2° 44′ 22″ E / 42.0518°N,2.7395°E 225 msnm                   |           | Adri (Canet d'Adri) | Modifica les dades a Wikidata |
|        | Biert        | Canet d'Adri | entitat singular de població ens local històric de Catalunya                   | 19 hab  | 42° 04′ 48″ N, 2° 42′ 27″ E / 42.07987019°N,2.7074645°E 398 msnm            |           | Biert (Spain)       | Modifica les dades a Wikidata |
|        | Canet d'Adri | Canet d'Adri | entitat singular de població ens local històric de Catalunya capital municipal | 426 hab | 41° 57′ 26″ N, 3° 02′ 52″ E / 41.957283°N,3.047696°E 225 msnm               |           |                     | Modifica les dades a Wikidata |
|        | Montbó       | Canet d'Adri | entitat singular de població                                                   | 100 hab | 42° 02′ 55″ N, 2° 45′ 38″ E / 42.048561111111°N,2.7604388888889°E 310 msnm  |           | Montbó              | Modifica les dades a Wikidata |
|        | Montcal      | Canet d'Adri | entitat singular de població ens local històric de Catalunya                   | 132 hab | 42° 02′ 13″ N, 2° 45′ 35″ E / 42.036875664861°N,2.759657720033°E 181 msnm   |           | Montcal             | Modifica les dades a Wikidata |
|        | Rocacorba    | Canet d'Adri | entitat singular de població ens local històric de Catalunya                   | 0 hab   | 42° 04′ 25″ N, 2° 40′ 47″ E / 42.0735310958272°N,2.6796267149647°E 777 msnm |           |                     | Modifica les dades a Wikidata |

## església
| imatge | Nom                         | Ubicat a     | instància de      | Detalls                                                   | coordenades                                                   | Protecció                                            | Commons (més fotos)         | Dades a WD                    |
| ------ | --------------------------- | ------------ | ----------------- | --------------------------------------------------------- | ------------------------------------------------------------- | ---------------------------------------------------- | --------------------------- | ----------------------------- |
|        | Mare de Déu de Rocacorba    | Canet d'Adri | església santuari |                                                           | 42° 04′ 03″ N, 2° 41′ 16″ E / 42.0676°N,2.68769°E 929 msnm    | bé cultural d'interès nacional bé d'interès cultural | Mare de Déu de Rocacorba    | Modifica les dades a Wikidata |
|        | Sant Joan de Montbó         | Canet d'Adri | església          | Estil: arquitectura romànica                              | 42° 02′ 56″ N, 2° 45′ 55″ E / 42.04887°N,2.76531°E 319 msnm   | bé cultural d'interès local                          | Sant Joan de Montbó         | Modifica les dades a Wikidata |
|        | Sant Llorenç d'Adri         | Canet d'Adri | església          | Estil: arquitectura romànica                              | 42° 03′ 08″ N, 2° 44′ 28″ E / 42.052159°N,2.741009°E          | bé cultural d'interès local                          | Sant Llorenç d'Adri         | Modifica les dades a Wikidata |
|        | Sant Martí de Biert         | Canet d'Adri | església          | Estil: arquitectura romànica                              | 42° 04′ 48″ N, 2° 42′ 28″ E / 42.08°N,2.70777778°E            | bé cultural d'interès local                          | Sant Martí de Biert         | Modifica les dades a Wikidata |
|        | Sant Vicenç de Canet d'Adri | Canet d'Adri | església          | Estil: arquitectura romànica arquitectura del Renaixement | 42° 02′ 18″ N, 2° 44′ 06″ E / 42.0382°N,2.73495°E             | bé cultural d'interès local                          | Sant Vicenç de Canet d'Adri | Modifica les dades a Wikidata |
|        | Santa Cecília de Montcal    | Canet d'Adri | església          | Estil: arquitectura romànica                              | 42° 02′ 14″ N, 2° 45′ 33″ E / 42.037191°N,2.759075°E 182 msnm | bé cultural d'interès local                          | Santa Cecília de Montcal    | Modifica les dades a Wikidata |

## masia
| imatge | Nom                     | Ubicat a                              | instància de   | Detalls                                  | coordenades                                                                                  | Protecció                                            | Commons (més fotos)         | Dades a WD                    |
| ------ | ----------------------- | ------------------------------------- | -------------- | ---------------------------------------- | -------------------------------------------------------------------------------------------- | ---------------------------------------------------- | --------------------------- | ----------------------------- |
|        | Ca l'Adroguer           | Canet d'Adri                          | masia          |                                          | 42° 01′ 54″ N, 2° 44′ 16″ E / 42.0317619535354°N,2.73771527091899°E                          |                                                      |                             | Modifica les dades a Wikidata |
|        | Ca l'Alemany            | Canet d'Adri                          | masia          |                                          | 42° 02′ 28″ N, 2° 42′ 18″ E / 42.0411666203138°N,2.70505384586146°E                          |                                                      |                             | Modifica les dades a Wikidata |
|        | Ca l'Aulina             | Canet d'Adri                          | masia          |                                          | 42° 05′ 16″ N, 2° 41′ 51″ E / 42.0878822779162°N,2.69761900437702°E                          |                                                      |                             | Modifica les dades a Wikidata |
|        | Ca l'Espígol            | Canet d'Adri                          | masia          |                                          | 42° 02′ 46″ N, 2° 43′ 36″ E / 42.046211°N,2.72653°E 290 msnm                                 | bé cultural d'interès local                          |                             | Modifica les dades a Wikidata |
|        | Ca l'Esteve             | Canet d'Adri                          | masia          |                                          | 42° 05′ 11″ N, 2° 42′ 26″ E / 42.0864843753799°N,2.7073106091478°E                           |                                                      |                             | Modifica les dades a Wikidata |
|        | Cal Carreter de Canet   | Canet d'Adri                          | masia          |                                          | 42° 01′ 53″ N, 2° 44′ 26″ E / 42.0312553339451°N,2.74068918750928°E                          |                                                      |                             | Modifica les dades a Wikidata |
|        | Cal Carreter de Montcal | Canet d'Adri                          | masia          |                                          | 42° 02′ 28″ N, 2° 45′ 18″ E / 42.0411040009752°N,2.75501523039894°E                          |                                                      |                             | Modifica les dades a Wikidata |
|        | Cal Ferrer Pagès        | Canet d'Adri                          | masia          |                                          | 42° 02′ 04″ N, 2° 44′ 41″ E / 42.034553°N,2.744587°E                                         | bé cultural d'interès local                          |                             | Modifica les dades a Wikidata |
|        | Cal Ferriol             | Canet d'Adri                          | masia          |                                          | 42° 02′ 17″ N, 2° 42′ 51″ E / 42.0381543907288°N,2.71414130376096°E                          |                                                      |                             | Modifica les dades a Wikidata |
|        | Cal Forner              | Canet d'Adri                          | masia          |                                          | 42° 02′ 34″ N, 2° 42′ 56″ E / 42.0426789223507°N,2.71543804769579°E                          |                                                      |                             | Modifica les dades a Wikidata |
|        | Cal Patxec              | Canet d'Adri                          | masia          |                                          | 42° 02′ 49″ N, 2° 44′ 50″ E / 42.0468876413022°N,2.74735618331031°E                          |                                                      |                             | Modifica les dades a Wikidata |
|        | Cal Ros                 | Canet d'Adri                          | masia          |                                          | 42° 02′ 19″ N, 2° 42′ 51″ E / 42.0386680918571°N,2.71427190378433°E                          |                                                      |                             | Modifica les dades a Wikidata |
|        | Cal Sastre              | Canet d'Adri                          | masia          |                                          | 42° 02′ 53″ N, 2° 44′ 42″ E / 42.0479630766775°N,2.74493516395443°E                          |                                                      |                             | Modifica les dades a Wikidata |
|        | Cal Serrador            | Canet d'Adri                          | masia          |                                          | 42° 02′ 31″ N, 2° 45′ 11″ E / 42.0419015425873°N,2.75312727443979°E                          |                                                      |                             | Modifica les dades a Wikidata |
|        | Cal Serratar            | Canet d'Adri                          | masia          |                                          | 42° 02′ 23″ N, 2° 43′ 47″ E / 42.0397415519796°N,2.7298410903585°E                           |                                                      |                             | Modifica les dades a Wikidata |
|        | Cal Serratar del Puig   | Canet d'Adri                          | masia          |                                          | 42° 02′ 42″ N, 2° 44′ 12″ E / 42.0450175761644°N,2.73680284723042°E                          |                                                      |                             | Modifica les dades a Wikidata |
|        | Cal Teixidor de Montcal | Canet d'Adri                          | masia          |                                          | 42° 02′ 24″ N, 2° 45′ 06″ E / 42.040124287552°N,2.75175677087202°E                           |                                                      |                             | Modifica les dades a Wikidata |
|        | Cal Teixó               | Canet d'Adri                          | masia          |                                          | 42° 03′ 10″ N, 2° 44′ 56″ E / 42.0528350626451°N,2.7487586115559°E                           |                                                      |                             | Modifica les dades a Wikidata |
|        | Cal Tet                 | Canet d'Adri                          | masia          |                                          | 42° 02′ 49″ N, 2° 44′ 47″ E / 42.0470473861289°N,2.74628010841021°E                          |                                                      |                             | Modifica les dades a Wikidata |
|        | Cal Vicenç              | Canet d'Adri                          | masia          |                                          | 42° 02′ 19″ N, 2° 45′ 12″ E / 42.0386328248534°N,2.7534419770408°E                           |                                                      |                             | Modifica les dades a Wikidata |
|        | Cal Volant              | Canet d'Adri                          | masia          |                                          | 42° 02′ 14″ N, 2° 44′ 58″ E / 42.0371923913568°N,2.74956930289365°E                          |                                                      |                             | Modifica les dades a Wikidata |
|        | Can Bailo               | Canet d'Adri                          | masia          |                                          | 42° 03′ 21″ N, 2° 44′ 50″ E / 42.055785876185°N,2.74723632234826°E                           |                                                      |                             | Modifica les dades a Wikidata |
|        | Can Balló               | Canet d'Adri                          | masia          |                                          | 42° 02′ 48″ N, 2° 45′ 08″ E / 42.0466729116626°N,2.75214211867324°E                          |                                                      |                             | Modifica les dades a Wikidata |
|        | Can Barrancot           | Canet d'Adri                          | masia          |                                          | 42° 03′ 06″ N, 2° 44′ 17″ E / 42.0517390771669°N,2.73793521288486°E                          |                                                      |                             | Modifica les dades a Wikidata |
|        | Can Barrina             | Canet d'Adri                          | masia          |                                          | 42° 01′ 56″ N, 2° 45′ 43″ E / 42.0321753082239°N,2.7620805463035°E                           |                                                      |                             | Modifica les dades a Wikidata |
|        | Can Basiu               | Canet d'Adri                          | masia          |                                          | 42° 02′ 55″ N, 2° 45′ 41″ E / 42.0487188164072°N,2.76130587261431°E                          |                                                      |                             | Modifica les dades a Wikidata |
|        | Can Bigoti              | Canet d'Adri                          | masia          | Estil: arquitectura popular              | 42° 02′ 44″ N, 2° 44′ 55″ E / 42.045534°N,2.748522°E                                         | bé integrant del patrimoni cultural català           |                             | Modifica les dades a Wikidata |
|        | Can Bosc d'Amunt        | Canet d'Adri                          | masia          |                                          | 42° 03′ 50″ N, 2° 44′ 21″ E / 42.0638377842093°N,2.73920292593475°E                          |                                                      |                             | Modifica les dades a Wikidata |
|        | Can Bosch d'Adri        | Canet d'Adri                          | masia          |                                          | 42° 02′ 00″ N, 2° 45′ 17″ E / 42.033429°N,2.754616°E                                         | bé cultural d'interès local                          |                             | Modifica les dades a Wikidata |
|        | Can Botinyà             | Canet d'Adri                          | masia          |                                          | 42° 01′ 40″ N, 2° 44′ 19″ E / 42.0277380477616°N,2.73861364912526°E                          |                                                      |                             | Modifica les dades a Wikidata |
|        | Can Brell               | Canet d'Adri                          | masia          |                                          | 42° 02′ 03″ N, 2° 45′ 05″ E / 42.0342599940602°N,2.75129634464721°E                          |                                                      |                             | Modifica les dades a Wikidata |
|        | Can Brugada             | Canet d'Adri                          | masia          |                                          | 42° 03′ 14″ N, 2° 44′ 13″ E / 42.0539073742601°N,2.73693533622307°E                          |                                                      |                             | Modifica les dades a Wikidata |
|        | Can Bròsit              | Canet d'Adri                          | masia          |                                          | 42° 03′ 56″ N, 2° 43′ 47″ E / 42.0654639294892°N,2.72967162957747°E                          |                                                      |                             | Modifica les dades a Wikidata |
|        | Can Caiell              | Canet d'Adri                          | masia          |                                          | 42° 03′ 08″ N, 2° 44′ 17″ E / 42.0521894845152°N,2.73796961519703°E                          |                                                      |                             | Modifica les dades a Wikidata |
|        | Can Cançonero           | Canet d'Adri                          | masia          |                                          | 42° 02′ 29″ N, 2° 43′ 40″ E / 42.0414478771737°N,2.72775566303543°E                          |                                                      |                             | Modifica les dades a Wikidata |
|        | Can Cavaller            | Canet d'Adri                          | masia          | Estil: arquitectura popular 16th century | 42° 03′ 32″ N, 2° 42′ 24″ E / 42.058965°N,2.7067°E ca:Veïnat de Foleià 443 msnm              | bé cultural d'interès local                          | Can Cavaller (Canet d'Adri) | Modifica les dades a Wikidata |
|        | Can Clarà               | Canet d'Adri                          | masia          |                                          | 42° 02′ 23″ N, 2° 44′ 16″ E / 42.0395887548454°N,2.73774349838552°E                          |                                                      |                             | Modifica les dades a Wikidata |
|        | Can Climent             | Canet d'Adri                          | masia          |                                          | 42° 02′ 49″ N, 2° 45′ 07″ E / 42.0470777346821°N,2.75192303985876°E                          |                                                      |                             | Modifica les dades a Wikidata |
|        | Can Coime               | Canet d'Adri                          | masia          |                                          | 42° 02′ 33″ N, 2° 43′ 35″ E / 42.0426246835458°N,2.72646986501154°E                          |                                                      |                             | Modifica les dades a Wikidata |
|        | Can Colobret            | Canet d'Adri                          | masia          |                                          | 42° 05′ 17″ N, 2° 42′ 42″ E / 42.0880622676023°N,2.71155952680957°E                          |                                                      |                             | Modifica les dades a Wikidata |
|        | Can Colomer             | Canet d'Adri                          | masia          | Estil: arquitectura popular              | 42° 03′ 03″ N, 2° 43′ 42″ E / 42.050847°N,2.728344°E ca:Carretera GIV-5313, km 5,4 312 msnm  | bé cultural d'interès local                          | Can Colomer (Canet d'Adri)  | Modifica les dades a Wikidata |
|        | Can Conill              | Canet d'Adri                          | masia          |                                          | 42° 01′ 27″ N, 2° 44′ 14″ E / 42.0240330529394°N,2.73717931421223°E                          |                                                      |                             | Modifica les dades a Wikidata |
|        | Can Corba               | Canet d'Adri                          | masia          |                                          | 42° 02′ 29″ N, 2° 43′ 48″ E / 42.0413267819237°N,2.729870623025°E                            |                                                      |                             | Modifica les dades a Wikidata |
|        | Can Coromines           | Canet d'Adri                          | masia          |                                          | 42° 01′ 29″ N, 2° 43′ 30″ E / 42.0246622653163°N,2.72510942592°E                             |                                                      |                             | Modifica les dades a Wikidata |
|        | Can Cuerno              | Canet d'Adri                          | masia          |                                          | 42° 01′ 59″ N, 2° 46′ 00″ E / 42.0329410603738°N,2.76655972185805°E                          |                                                      |                             | Modifica les dades a Wikidata |
|        | Can Dranes              | Canet d'Adri                          | masia          |                                          | 42° 01′ 50″ N, 2° 45′ 46″ E / 42.0306904794411°N,2.76269010947838°E                          |                                                      |                             | Modifica les dades a Wikidata |
|        | Can Feliu               | Canet d'Adri                          | masia          |                                          | 42° 02′ 50″ N, 2° 45′ 02″ E / 42.047156096415°N,2.7506781202092°E                            |                                                      |                             | Modifica les dades a Wikidata |
|        | Can Font                | Canet d'Adri                          | masia          |                                          | 42° 02′ 29″ N, 2° 45′ 17″ E / 42.041499°N,2.754682°E                                         | bé cultural d'interès local                          |                             | Modifica les dades a Wikidata |
|        | Can Fuster              | Canet d'Adri                          | masia          |                                          | 42° 02′ 18″ N, 2° 45′ 10″ E / 42.038283°N,2.7529°E                                           | bé cultural d'interès local                          |                             | Modifica les dades a Wikidata |
|        | Can Fàbrega             | Canet d'Adri                          | masia          |                                          | 42° 03′ 00″ N, 2° 43′ 39″ E / 42.049924°N,2.727469°E 310 msnm                                | bé cultural d'interès local                          | Can Fàbrega (Canet d'Adri)  | Modifica les dades a Wikidata |
|        | Can Gaietà              | Canet d'Adri                          | masia          | Estil: arquitectura popular              | 42° 02′ 13″ N, 2° 44′ 57″ E / 42.036986°N,2.749193°E                                         | bé cultural d'interès local                          |                             | Modifica les dades a Wikidata |
|        | Can Gelador             | Canet d'Adri                          | masia          |                                          | 42° 02′ 06″ N, 2° 43′ 37″ E / 42.0349249857887°N,2.72686532254575°E                          |                                                      |                             | Modifica les dades a Wikidata |
|        | Can Germà               | Canet d'Adri                          | masia          | Estil: arquitectura popular              | 42° 02′ 05″ N, 2° 44′ 59″ E / 42.03483°N,2.749829°E                                          | bé cultural d'interès local                          |                             | Modifica les dades a Wikidata |
|        | Can Grau                | Canet d'Adri                          | masia          |                                          | 42° 02′ 19″ N, 2° 44′ 20″ E / 42.0386276748679°N,2.73889524213652°E                          |                                                      |                             | Modifica les dades a Wikidata |
|        | Can Grinyol             | Canet d'Adri                          | masia          |                                          | 42° 02′ 47″ N, 2° 44′ 54″ E / 42.0463494806164°N,2.74837332832666°E                          |                                                      |                             | Modifica les dades a Wikidata |
|        | Can Grivaldi            | Canet d'Adri                          | masia          |                                          | 42° 02′ 57″ N, 2° 44′ 37″ E / 42.0491668782252°N,2.74355277011776°E                          |                                                      |                             | Modifica les dades a Wikidata |
|        | Can Janet               | Canet d'Adri                          | masia          |                                          | 42° 03′ 03″ N, 2° 44′ 36″ E / 42.0509044570136°N,2.74324367236496°E                          |                                                      |                             | Modifica les dades a Wikidata |
|        | Can Janot               | Canet d'Adri                          | masia          |                                          | 42° 02′ 49″ N, 2° 44′ 06″ E / 42.0469950585262°N,2.73507881286977°E                          |                                                      |                             | Modifica les dades a Wikidata |
|        | Can Joan                | Canet d'Adri                          | masia          |                                          | 42° 03′ 02″ N, 2° 44′ 42″ E / 42.0505208691808°N,2.74490076289955°E                          |                                                      |                             | Modifica les dades a Wikidata |
|        | Can Joanic              | Canet d'Adri                          | masia          |                                          | 42° 01′ 42″ N, 2° 45′ 36″ E / 42.0282528844291°N,2.75989660196203°E                          |                                                      |                             | Modifica les dades a Wikidata |
|        | Can Llusca              | Canet d'Adri                          | masia          |                                          | 42° 01′ 40″ N, 2° 46′ 05″ E / 42.0277112451863°N,2.76805261088°E                             |                                                      |                             | Modifica les dades a Wikidata |
|        | Can Madoixa             | Canet d'Adri                          | masia          |                                          | 42° 03′ 29″ N, 2° 43′ 19″ E / 42.0580509358677°N,2.72188362275022°E                          |                                                      |                             | Modifica les dades a Wikidata |
|        | Can Manel               | Canet d'Adri                          | masia          |                                          | 42° 01′ 52″ N, 2° 44′ 22″ E / 42.0310632694126°N,2.73939734511732°E                          |                                                      |                             | Modifica les dades a Wikidata |
|        | Can Martí               | Canet d'Adri                          | masia          |                                          | 42° 03′ 07″ N, 2° 44′ 25″ E / 42.0518341975798°N,2.74015837431244°E                          |                                                      |                             | Modifica les dades a Wikidata |
|        | Can Menna               | Canet d'Adri                          | masia          |                                          | 42° 01′ 22″ N, 2° 44′ 14″ E / 42.0228442178583°N,2.73719628922906°E                          |                                                      |                             | Modifica les dades a Wikidata |
|        | Can Missó               | Canet d'Adri                          | masia          |                                          | 42° 03′ 07″ N, 2° 44′ 18″ E / 42.0518843663414°N,2.73845425059866°E                          |                                                      |                             | Modifica les dades a Wikidata |
|        | Can Mitja de Rocacorba  | Canet d'Adri                          | masia          |                                          | 42° 04′ 51″ N, 2° 42′ 16″ E / 42.080791°N,2.704366°E                                         | bé cultural d'interès local                          |                             | Modifica les dades a Wikidata |
|        | Can Moixina             | Canet d'Adri                          | masia          |                                          | 42° 03′ 38″ N, 2° 44′ 08″ E / 42.0606143154282°N,2.73565069110054°E                          |                                                      |                             | Modifica les dades a Wikidata |
|        | Can Murtra              | Canet d'Adri                          | masia          | Estil: arquitectura popular              | 42° 02′ 03″ N, 2° 45′ 42″ E / 42.034178°N,2.761744°E                                         | bé cultural d'interès local                          |                             | Modifica les dades a Wikidata |
|        | Can Nadal               | Canet d'Adri                          | masia          |                                          | 42° 02′ 32″ N, 2° 43′ 24″ E / 42.0421220587579°N,2.72343926756505°E                          |                                                      |                             | Modifica les dades a Wikidata |
|        | Can Nando               | Canet d'Adri                          | masia          |                                          | 42° 01′ 40″ N, 2° 43′ 26″ E / 42.0278744618752°N,2.72379094949428°E                          |                                                      |                             | Modifica les dades a Wikidata |
|        | Can Noguer              | Canet d'Adri                          | masia          |                                          | 42° 03′ 13″ N, 2° 43′ 51″ E / 42.053618°N,2.730852°E                                         | bé cultural d'interès local                          |                             | Modifica les dades a Wikidata |
|        | Can Noguer Nou          | Canet d'Adri                          | masia          |                                          | 42° 03′ 03″ N, 2° 43′ 48″ E / 42.0508019557936°N,2.72997549283301°E                          |                                                      |                             | Modifica les dades a Wikidata |
|        | Can Pallard             | Canet d'Adri                          | masia          |                                          | 42° 02′ 50″ N, 2° 44′ 09″ E / 42.0472939997239°N,2.73582675796691°E                          |                                                      |                             | Modifica les dades a Wikidata |
|        | Can Palol               | Canet d'Adri                          | masia          |                                          | 42° 05′ 30″ N, 2° 41′ 48″ E / 42.0916174130176°N,2.69664599107351°E                          |                                                      |                             | Modifica les dades a Wikidata |
|        | Can Parregueres         | Canet d'Adri                          | masia          |                                          | 42° 03′ 31″ N, 2° 43′ 30″ E / 42.058643°N,2.725048°E                                         | bé cultural d'interès local                          |                             | Modifica les dades a Wikidata |
|        | Can Pau                 | Canet d'Adri                          | masia          |                                          | 42° 02′ 27″ N, 2° 42′ 24″ E / 42.0408015034717°N,2.70667457997168°E                          |                                                      |                             | Modifica les dades a Wikidata |
|        | Can Peirols             | Canet d'Adri                          | masia          |                                          | 42° 01′ 27″ N, 2° 43′ 26″ E / 42.0242988145891°N,2.72378226778564°E                          |                                                      |                             | Modifica les dades a Wikidata |
|        | Can Pererols            | Canet d'Adri                          | masia          |                                          | 42° 04′ 13″ N, 2° 42′ 49″ E / 42.070324506601°N,2.71359810489893°E                           |                                                      |                             | Modifica les dades a Wikidata |
|        | Can Pericó              | Canet d'Adri                          | masia          |                                          | 42° 04′ 36″ N, 2° 42′ 16″ E / 42.0766957485331°N,2.70436955079647°E                          |                                                      |                             | Modifica les dades a Wikidata |
|        | Can Pigem               | Canet d'Adri                          | masia          |                                          | 42° 01′ 41″ N, 2° 44′ 26″ E / 42.0279584530417°N,2.74048514640721°E                          |                                                      |                             | Modifica les dades a Wikidata |
|        | Can Pijoan              | Canet d'Adri                          | masia          |                                          | 42° 02′ 38″ N, 2° 42′ 23″ E / 42.0438810718108°N,2.70640667214306°E                          |                                                      |                             | Modifica les dades a Wikidata |
|        | Can Pinxo               | Canet d'Adri                          | masia          |                                          | 42° 01′ 30″ N, 2° 44′ 13″ E / 42.0250324739123°N,2.73704232414731°E                          |                                                      |                             | Modifica les dades a Wikidata |
|        | Can Planella            | Canet d'Adri                          | masia          |                                          | 42° 01′ 27″ N, 2° 44′ 47″ E / 42.0241167245426°N,2.7463471386468°E                           |                                                      |                             | Modifica les dades a Wikidata |
|        | Can Pona                | Canet d'Adri                          | masia          |                                          | 42° 02′ 45″ N, 2° 44′ 03″ E / 42.0457588210626°N,2.73406894564265°E                          |                                                      |                             | Modifica les dades a Wikidata |
|        | Can Postís              | Canet d'Adri                          | masia          |                                          | 42° 01′ 36″ N, 2° 43′ 38″ E / 42.0267300607656°N,2.72732319524664°E                          |                                                      |                             | Modifica les dades a Wikidata |
|        | Can Pou                 | Canet d'Adri                          | masia          |                                          | 42° 03′ 13″ N, 2° 44′ 08″ E / 42.053746°N,2.735492°E                                         | bé cultural d'interès local                          |                             | Modifica les dades a Wikidata |
|        | Can Pouater             | Canet d'Adri                          | masia          |                                          | 42° 02′ 57″ N, 2° 44′ 50″ E / 42.0492652520238°N,2.74729842615997°E                          |                                                      |                             | Modifica les dades a Wikidata |
|        | Can Prim                | Canet d'Adri                          | masia          |                                          | 42° 01′ 28″ N, 2° 44′ 22″ E / 42.0243351715104°N,2.73932818803339°E                          |                                                      |                             | Modifica les dades a Wikidata |
|        | Can Puig                | Canet d'Adri                          | masia          |                                          | 42° 03′ 07″ N, 2° 43′ 43″ E / 42.051985°N,2.728681°E 312 msnm                                | bé cultural d'interès local                          | Can Puig (Canet d'Adri)     | Modifica les dades a Wikidata |
|        | Can Quel                | Canet d'Adri                          | masia          |                                          | 42° 03′ 08″ N, 2° 44′ 18″ E / 42.0521723261831°N,2.7383443079502°E                           |                                                      |                             | Modifica les dades a Wikidata |
|        | Can Quelic              | Canet d'Adri                          | masia          |                                          | 42° 01′ 31″ N, 2° 43′ 36″ E / 42.0253056223222°N,2.72673738667143°E                          |                                                      |                             | Modifica les dades a Wikidata |
|        | Can Quelot              | Canet d'Adri                          | masia          |                                          | 42° 05′ 01″ N, 2° 44′ 08″ E / 42.0836076636161°N,2.73549481250996°E                          |                                                      |                             | Modifica les dades a Wikidata |
|        | Can Quim                | Canet d'Adri                          | masia          |                                          | 42° 02′ 16″ N, 2° 44′ 21″ E / 42.0376645822049°N,2.73916498505774°E                          |                                                      |                             | Modifica les dades a Wikidata |
|        | Can Ramió               | Canet d'Adri                          | masia          |                                          | 42° 04′ 25″ N, 2° 42′ 49″ E / 42.07369651616°N,2.7135823397666°E                             |                                                      |                             | Modifica les dades a Wikidata |
|        | Can Rata                | Canet d'Adri                          | masia          |                                          | 42° 02′ 45″ N, 2° 44′ 01″ E / 42.0457305684977°N,2.73353739532883°E                          |                                                      |                             | Modifica les dades a Wikidata |
|        | Can Replans             | Canet d'Adri                          | masia          |                                          | 42° 01′ 35″ N, 2° 43′ 33″ E / 42.02649264041°N,2.72595920118707°E                            |                                                      |                             | Modifica les dades a Wikidata |
|        | Can Ribereta            | Canet d'Adri                          | masia          |                                          | 42° 02′ 48″ N, 2° 44′ 49″ E / 42.0465986612257°N,2.74700690583638°E                          |                                                      |                             | Modifica les dades a Wikidata |
|        | Can Roca Gros           | Canet d'Adri                          | masia          |                                          | 42° 01′ 45″ N, 2° 44′ 50″ E / 42.0290722124234°N,2.74718513430454°E                          |                                                      |                             | Modifica les dades a Wikidata |
|        | Can Roca Petit          | Canet d'Adri                          | masia          |                                          | 42° 01′ 41″ N, 2° 44′ 48″ E / 42.0281617003584°N,2.74680218068555°E                          |                                                      |                             | Modifica les dades a Wikidata |
|        | Can Roig                | Canet d'Adri                          | masia          |                                          | 42° 01′ 40″ N, 2° 44′ 32″ E / 42.0277104610306°N,2.74234646800245°E                          |                                                      |                             | Modifica les dades a Wikidata |
|        | Can Ros Quim            | Canet d'Adri                          | masia          |                                          | 42° 01′ 55″ N, 2° 45′ 44″ E / 42.0318783928162°N,2.76222662252439°E                          |                                                      |                             | Modifica les dades a Wikidata |
|        | Can Roure               | Canet d'Adri                          | masia          |                                          | 42° 02′ 11″ N, 2° 45′ 00″ E / 42.0363467525634°N,2.75001964172968°E                          |                                                      |                             | Modifica les dades a Wikidata |
|        | Can Sant Isidre         | Canet d'Adri                          | masia          |                                          | 42° 02′ 22″ N, 2° 45′ 06″ E / 42.039538419323°N,2.75155365383363°E                           |                                                      |                             | Modifica les dades a Wikidata |
|        | Can Soler               | Canet d'Adri                          | masia          |                                          | 42° 04′ 25″ N, 2° 42′ 21″ E / 42.0736912976066°N,2.70582204512847°E                          |                                                      |                             | Modifica les dades a Wikidata |
|        | Can Sopa                | Canet d'Adri                          | masia          |                                          | 42° 01′ 40″ N, 2° 45′ 17″ E / 42.0278908010794°N,2.75477604868636°E                          |                                                      |                             | Modifica les dades a Wikidata |
|        | Can Subic               | Canet d'Adri                          | masia          |                                          | 42° 02′ 34″ N, 2° 43′ 28″ E / 42.0427912125521°N,2.72454798413636°E                          |                                                      |                             | Modifica les dades a Wikidata |
|        | Can Surra               | Canet d'Adri                          | masia          |                                          | 42° 02′ 26″ N, 2° 43′ 05″ E / 42.0406411563477°N,2.7181656799846°E                           |                                                      |                             | Modifica les dades a Wikidata |
|        | Can Tecla               | Canet d'Adri                          | masia          |                                          | 42° 02′ 46″ N, 2° 44′ 50″ E / 42.0460859823992°N,2.74732310922461°E                          |                                                      |                             | Modifica les dades a Wikidata |
|        | Can Teixidor            | Canet d'Adri                          | masia          |                                          | 42° 02′ 24″ N, 2° 44′ 02″ E / 42.040068°N,2.733851°E                                         | bé cultural d'interès local                          |                             | Modifica les dades a Wikidata |
|        | Can Teixó               | Canet d'Adri                          | masia          |                                          | 42° 03′ 10″ N, 2° 44′ 46″ E / 42.0527750929096°N,2.74606395906819°E                          |                                                      |                             | Modifica les dades a Wikidata |
|        | Can Tomaset             | Canet d'Adri                          | masia          |                                          | 42° 01′ 58″ N, 2° 44′ 22″ E / 42.0327296957751°N,2.73948718524296°E                          |                                                      |                             | Modifica les dades a Wikidata |
|        | Can Torra               | Canet d'Adri                          | masia          |                                          | 42° 01′ 29″ N, 2° 44′ 44″ E / 42.024592°N,2.745503°E 113 msnm                                | bé cultural d'interès local                          |                             | Modifica les dades a Wikidata |
|        | Can Toscà               | Canet d'Adri                          | masia          | Estil: arquitectura popular              | 42° 02′ 10″ N, 2° 45′ 00″ E / 42.036051°N,2.750084°E                                         | bé cultural d'interès local                          |                             | Modifica les dades a Wikidata |
|        | Can Tupí                | Canet d'Adri                          | masia          |                                          | 42° 02′ 28″ N, 2° 42′ 33″ E / 42.0411047144456°N,2.70902927050101°E                          |                                                      |                             | Modifica les dades a Wikidata |
|        | Can Valls               | Canet d'Adri                          | masia          |                                          | 42° 02′ 45″ N, 2° 42′ 23″ E / 42.045736375511°N,2.70638604681006°E                           |                                                      |                             | Modifica les dades a Wikidata |
|        | Can Virolesc            | Canet d'Adri                          | masia          |                                          | 42° 02′ 56″ N, 2° 45′ 42″ E / 42.048831°N,2.761747°E                                         | bé cultural d'interès local                          |                             | Modifica les dades a Wikidata |
|        | Can Vives de Rocacorba  | Canet d'Adri                          | masia          | Estil: arquitectura popular 17th century | 42° 04′ 23″ N, 2° 40′ 46″ E / 42.073084°N,2.679527°E ca:Veïnat de Rocacorba 724 msnm         | bé cultural d'interès local                          | Can Vives de Rocacorba      | Modifica les dades a Wikidata |
|        | Can Xec                 | Canet d'Adri                          | masia          |                                          | 42° 01′ 45″ N, 2° 43′ 55″ E / 42.0291637133222°N,2.73193952235275°E                          |                                                      |                             | Modifica les dades a Wikidata |
|        | Mas Batlle              | Canet d'Adri                          | masia          |                                          | 42° 02′ 13″ N, 2° 45′ 33″ E / 42.036997°N,2.759106°E 179 msnm                                |                                                      |                             | Modifica les dades a Wikidata |
|        | Mas Llorc               | Canet d'Adri                          | masia          |                                          | 42° 04′ 52″ N, 2° 43′ 01″ E / 42.0811586121296°N,2.71692252270271°E                          |                                                      |                             | Modifica les dades a Wikidata |
|        | Mas Rigau               | Canet d'Adri                          | masia          | Estil: arquitectura popular              | 42° 01′ 31″ N, 2° 44′ 40″ E / 42.025242°N,2.744398°E 192 msnm                                | bé cultural d'interès local                          |                             | Modifica les dades a Wikidata |
|        | Mas Verd                | Canet d'Adri                          | masia          |                                          | 42° 03′ 40″ N, 2° 42′ 31″ E / 42.061111111111°N,2.7086111111111°E                            | bé cultural d'interès local                          |                             | Modifica les dades a Wikidata |
|        | Mas Vilar               | Canet d'Adri                          | masia          |                                          | 42° 01′ 17″ N, 2° 44′ 16″ E / 42.0215037627415°N,2.73786614187161°E                          |                                                      |                             | Modifica les dades a Wikidata |
|        | Masia abandonada        | Canet d'Adri                          | masia          | Estil: arquitectura popular              | 42° 02′ 17″ N, 2° 45′ 11″ E / 42.03805°N,2.75312°E                                           | bé integrant del patrimoni cultural català           |                             | Modifica les dades a Wikidata |
|        | Replans                 | Canet d'Adri                          | masia          |                                          | 42° 02′ 56″ N, 2° 41′ 33″ E / 42.049023145333°N,2.6923897387369°E                            |                                                      |                             | Modifica les dades a Wikidata |
|        | Serralta                | Canet d'Adri                          | masia          |                                          | 42° 03′ 41″ N, 2° 41′ 13″ E / 42.06140134551°N,2.68690323744926°E                            |                                                      |                             | Modifica les dades a Wikidata |
|        | ca n'Heres              | Canet d'Adri                          | masia monument | Estil: arquitectura popular 16th century | 42° 03′ 27″ N, 2° 44′ 58″ E / 42.057474°N,2.749581°E ca:al nord-est de Canet d'Adri 317 msnm | bé d'interès cultural bé cultural d'interès nacional | Ca n'Heres                  | Modifica les dades a Wikidata |
|        | el Roure Gros           | Canet d'Adri Sant Miquel de Campmajor | masia          |                                          | 42° 05′ 20″ N, 2° 41′ 23″ E / 42.0890049163828°N,2.68968160175725°E                          |                                                      |                             | Modifica les dades a Wikidata |
|        | l'Aubera                | Canet d'Adri                          | masia          |                                          | 42° 03′ 19″ N, 2° 44′ 12″ E / 42.0553120813924°N,2.73679660235063°E                          |                                                      |                             | Modifica les dades a Wikidata |
|        | la Ca Dalt              | Canet d'Adri                          | masia          |                                          | 42° 03′ 55″ N, 2° 42′ 22″ E / 42.065172°N,2.706248°E                                         | bé cultural d'interès local                          |                             | Modifica les dades a Wikidata |
|        | la Canova               | Canet d'Adri                          | masia          |                                          | 42° 05′ 04″ N, 2° 41′ 57″ E / 42.0845356448676°N,2.69906160162265°E                          |                                                      |                             | Modifica les dades a Wikidata |
|        | la Farigola             | Canet d'Adri                          | masia          |                                          | 42° 04′ 22″ N, 2° 42′ 17″ E / 42.0728958131812°N,2.70468939809787°E                          |                                                      |                             | Modifica les dades a Wikidata |
|        | la Pera                 | Canet d'Adri                          | masia          |                                          | 42° 04′ 10″ N, 2° 43′ 04″ E / 42.0694433482168°N,2.71783281721698°E                          |                                                      |                             | Modifica les dades a Wikidata |
|        | la Plana                | Canet d'Adri                          | masia          |                                          | 42° 03′ 31″ N, 2° 43′ 11″ E / 42.0586313887676°N,2.71983858796662°E                          |                                                      |                             | Modifica les dades a Wikidata |
|        | la Torre                | Canet d'Adri                          | masia          | 12nd century                             | 42° 02′ 12″ N, 2° 43′ 51″ E / 42.03674°N,2.73089°E 242 msnm                                  | bé d'interès cultural bé cultural d'interès nacional | La Torre (Canet d'Adri)     | Modifica les dades a Wikidata |
|        | la Vidella              | Canet d'Adri                          | masia          |                                          | 42° 03′ 00″ N, 2° 43′ 39″ E / 42.049924°N,2.727469°E 304 msnm                                | bé cultural d'interès local                          | La Vidella d'Adri           | Modifica les dades a Wikidata |
|        | les Sales               | Canet d'Adri                          | masia          |                                          | 42° 03′ 09″ N, 2° 46′ 44″ E / 42.052635681874°N,2.77878982302534°E                           |                                                      |                             | Modifica les dades a Wikidata |

## molí d'aigua
| imatge | Nom                         | Ubicat a     | instància de | Detalls                     | coordenades                                                                                     | Protecció                                  | Commons (més fotos)         | Dades a WD                    |
| ------ | --------------------------- | ------------ | ------------ | --------------------------- | ----------------------------------------------------------------------------------------------- | ------------------------------------------ | --------------------------- | ----------------------------- |
|        | Can Menna                   | Canet d'Adri | molí d'aigua | Estil: arquitectura popular | 42° 01′ 22″ N, 2° 44′ 13″ E / 42.022837°N,2.737044°E el Jordà                                   | bé integrant del patrimoni cultural català |                             | Modifica les dades a Wikidata |
|        | Molí d'en Baptista          | Canet d'Adri | molí d'aigua | Estil: arquitectura popular | 42° 01′ 38″ N, 2° 44′ 20″ E / 42.027278°N,2.738785°E                                            | bé integrant del patrimoni cultural català |                             | Modifica les dades a Wikidata |
|        | Molí d'en Gelador           | Canet d'Adri | molí d'aigua |                             | 42° 02′ 12″ N, 2° 43′ 32″ E / 42.0365790420765°N,2.72554134217662°E                             |                                            |                             | Modifica les dades a Wikidata |
|        | Molí de Can Bosc            | Canet d'Adri | molí d'aigua |                             | 42° 03′ 30″ N, 2° 44′ 35″ E / 42.0584154106705°N,2.74300796029393°E                             |                                            |                             | Modifica les dades a Wikidata |
|        | Molí de Can Ramió           | Canet d'Adri | molí d'aigua | Estil: arquitectura popular |                                                                                                 | bé integrant del patrimoni cultural català |                             | Modifica les dades a Wikidata |
|        | Molí de la Cademont         | Canet d'Adri | molí d'aigua | Estil: arquitectura popular |                                                                                                 | bé integrant del patrimoni cultural català |                             | Modifica les dades a Wikidata |
|        | Molí de la Font de la Torre | Canet d'Adri | molí d'aigua | Estil: arquitectura popular | 42° 03′ 06″ N, 2° 44′ 19″ E / 42.051612°N,2.738616°E ca:Gorgues de la Font de la Torre 223 msnm | bé integrant del patrimoni cultural català | Molí de la Font de la Torre | Modifica les dades a Wikidata |
|        | Molí de la Torre            | Canet d'Adri | molí d'aigua |                             | 42° 02′ 03″ N, 2° 43′ 57″ E / 42.0342090265587°N,2.73263111262716°E                             |                                            |                             | Modifica les dades a Wikidata |

## muntanya
| imatge | Nom                  | Ubicat a                              | instància de | Detalls | coordenades                                                                | Protecció | Commons (més fotos) | Dades a WD                    |
| ------ | -------------------- | ------------------------------------- | ------------ | ------- | -------------------------------------------------------------------------- | --------- | ------------------- | ----------------------------- |
|        | Mont-rodó            | Canet d'Adri                          | muntanya     |         | 42° 03′ 16″ N, 2° 43′ 04″ E / 42.0545°N,2.71768°E 487.2 msnm               |           |                     | Modifica les dades a Wikidata |
|        | Muntanya de Velers   | Canet d'Adri Sant Martí de Llémena    | muntanya     |         | 42° 01′ 55″ N, 2° 42′ 48″ E / 42.03183333°N,2.71342778°E 545 msnm          |           | Muntanya de Velers  | Modifica les dades a Wikidata |
|        | Puig Bandera         | Canet d'Adri                          | muntanya     |         | 42° 03′ 16″ N, 2° 42′ 30″ E / 42.0544°N,2.70831°E 576.1 msnm               |           |                     | Modifica les dades a Wikidata |
|        | Puig Sesarques       | Canet d'Adri Sant Miquel de Campmajor | muntanya     |         | 42° 04′ 58″ N, 2° 40′ 52″ E / 42.082777777778°N,2.6811111111111°E 880 msnm |           |                     | Modifica les dades a Wikidata |
|        | Puigsou              | Canet d'Adri                          | muntanya     |         | 42° 04′ 21″ N, 2° 41′ 10″ E / 42.072480555556°N,2.6861111111111°E 991 msnm |           | Rocacorba           | Modifica les dades a Wikidata |
|        | Roca del Coix        | Canet d'Adri                          | muntanya     |         | 42° 04′ 03″ N, 2° 42′ 16″ E / 42.06761667°N,2.70433333°E 618.5 msnm        |           |                     | Modifica les dades a Wikidata |
|        | Turó de Can Sieres   | Canet d'Adri                          | muntanya     |         | 42° 04′ 36″ N, 2° 43′ 03″ E / 42.0767°N,2.71752°E 486.8 msnm               |           |                     | Modifica les dades a Wikidata |
|        | el Castellet         | Canet d'Adri                          | muntanya     |         | 42° 03′ 53″ N, 2° 45′ 00″ E / 42.0648°N,2.75013°E 475.5 msnm               |           |                     | Modifica les dades a Wikidata |
|        | la Roca d'en Mascaró | Canet d'Adri                          | muntanya     |         | 42° 02′ 49″ N, 2° 41′ 59″ E / 42.0469°N,2.69978°E 675.9 msnm               |           |                     | Modifica les dades a Wikidata |

## nucli de població
| imatge | Nom                    | Ubicat a     | instància de      | Detalls | coordenades                                                         | Protecció | Commons (més fotos) | Dades a WD                    |
| ------ | ---------------------- | ------------ | ----------------- | ------- | ------------------------------------------------------------------- | --------- | ------------------- | ----------------------------- |
|        | Collsacarrera          | Canet d'Adri | nucli de població |         | 42° 02′ 45″ N, 2° 44′ 59″ E / 42.0458839693763°N,2.74966808878086°E |           |                     | Modifica les dades a Wikidata |
|        | Foleià                 | Canet d'Adri | nucli de població |         | 42° 03′ 37″ N, 2° 42′ 32″ E / 42.060174806644°N,2.7088087194297°E   |           |                     | Modifica les dades a Wikidata |
|        | Jonquerol              | Canet d'Adri | nucli de població |         | 42° 01′ 30″ N, 2° 43′ 32″ E / 42.0250237690445°N,2.72562728476498°E |           |                     | Modifica les dades a Wikidata |
|        | Veïnera                | Canet d'Adri | nucli de població |         | 42° 02′ 28″ N, 2° 41′ 57″ E / 42.041236474869°N,2.6992292876025°E   |           |                     | Modifica les dades a Wikidata |
|        | el Jordà               | Canet d'Adri | nucli de població |         | 42° 01′ 43″ N, 2° 44′ 30″ E / 42.028730492097°N,2.7415683542011°E   |           |                     | Modifica les dades a Wikidata |
|        | els Refugis de la Mota | Canet d'Adri | nucli de població |         | 42° 03′ 21″ N, 2° 46′ 03″ E / 42.0558108299811°N,2.7675636638748°E  |           |                     | Modifica les dades a Wikidata |

## pont
| imatge | Nom                 | Ubicat a     | instància de | Detalls                     | coordenades                                                         | Protecció                                  | Commons (més fotos) | Dades a WD                    |
| ------ | ------------------- | ------------ | ------------ | --------------------------- | ------------------------------------------------------------------- | ------------------------------------------ | ------------------- | ----------------------------- |
|        | Pont de Can Prim    | Canet d'Adri | pont         |                             | 42° 01′ 32″ N, 2° 44′ 20″ E / 42.0254780130766°N,2.73888865648631°E |                                            |                     | Modifica les dades a Wikidata |
|        | Pont de Mas Batlle  | Canet d'Adri | pont         | Estil: arquitectura popular | 42° 02′ 14″ N, 2° 45′ 29″ E / 42.037216°N,2.758024°E                | bé integrant del patrimoni cultural català |                     | Modifica les dades a Wikidata |
|        | Pont de l'Estanyol  | Canet d'Adri | pont         |                             | 42° 01′ 56″ N, 2° 43′ 57″ E / 42.0321554843494°N,2.73261555739694°E |                                            |                     | Modifica les dades a Wikidata |
|        | Rec de Sant Llorenç | Canet d'Adri | pont         |                             | 42° 03′ 06″ N, 2° 44′ 19″ E / 42.051612°N,2.738616°E                | bé integrant del patrimoni cultural català |                     | Modifica les dades a Wikidata |

## serra
| imatge | Nom                         | Ubicat a                           | instància de | Detalls | coordenades                                                         | Protecció | Commons (més fotos) | Dades a WD                    |
| ------ | --------------------------- | ---------------------------------- | ------------ | ------- | ------------------------------------------------------------------- | --------- | ------------------- | ----------------------------- |
|        | El Bruguerol (Canet d'Adri) | Canet d'Adri                       | serra        |         | 42° 03′ 48″ N, 2° 45′ 24″ E / 42.0633°N,2.75674°E 465.7 msnm        |           |                     | Modifica les dades a Wikidata |
|        | Muntanya de Rocacorba       | Canet d'Adri                       | serra        |         | 42° 03′ 27″ N, 2° 41′ 33″ E / 42.05738889°N,2.69260278°E 991.3 msnm |           |                     | Modifica les dades a Wikidata |
|        | Rocamirall                  | Canet d'Adri Porqueres             | serra        |         | 42° 05′ 21″ N, 2° 43′ 14″ E / 42.0893°N,2.72065°E 595.2 msnm        |           |                     | Modifica les dades a Wikidata |
|        | serra de Boratuna           | Canet d'Adri Sant Martí de Llémena | serra        |         | 42° 01′ 55″ N, 2° 42′ 42″ E / 42.0319°N,2.71155833°E 544.9 msnm     |           |                     | Modifica les dades a Wikidata |
|        | serra de Pujarnol           | Canet d'Adri Porqueres             | serra        |         | 42° 05′ 41″ N, 2° 42′ 09″ E / 42.0947°N,2.70244°E 627.8 msnm        |           |                     | Modifica les dades a Wikidata |
|        | serrat de la Cadalt         | Canet d'Adri                       | serra        |         | 42° 04′ 02″ N, 2° 42′ 10″ E / 42.0671°N,2.70283°E 677.1 msnm        |           |                     | Modifica les dades a Wikidata |

## Misc
| imatge | Nom                               | Ubicat a                                                           | instància de                                  | Detalls                                        | coordenades                                                                                                   | Protecció                                            | Commons (més fotos)    | Dades a WD                    |
| ------ | --------------------------------- | ------------------------------------------------------------------ | --------------------------------------------- | ---------------------------------------------- | --- | ---------------------------------------------------- | ---------------------- | ----------------------------- |
|        | Can Canet                         | Canet d'Adri                                                       | jaciment arqueològic                          |                                                | 42° 02′ 24″ N, 2° 43′ 36″ E / 42.040116°N,2.726601°E                                                          | bé cultural d'interès local                          |                        | Modifica les dades a Wikidata |
|        | Castell de Rocacorba              | Canet d'Adri                                                       | castell                                       |                                                | 42° 04′ 03″ N, 2° 41′ 16″ E / 42.06759°N,2.687686°E                                                           | bé d'interès cultural bé cultural d'interès nacional | Castell de Rocacorba   | Modifica les dades a Wikidata |
|        | Muntanyes de Rocacorba            | Mieres Sant Miquel de Campmajor Canet d'Adri Sant Martí de Llémena | àrea protegida Pla d'Espais d'Interès Natural | 1992 Superfície: 3205.57227ha                  | 42° 03′ 59″ N, 2° 41′ 19″ E / 42.066432°N,2.688683°E 992 msnm                                                 |                                                      | Muntanyes de Rocacorba | Modifica les dades a Wikidata |
|        | Roca Corba                        | Canet d'Adri                                                       | vèrtex geodèsic                               | Alt: 1.2m                                      | 42° 04′ 21″ N, 2° 41′ 10″ E / 42.072483°N,2.686121°E 991.908 msnm                                             |                                                      |                        | Modifica les dades a Wikidata |
|        | ampliació de l'Estanc             | Canet d'Adri                                                       | edifici                                       | Estil: historicisme arquitectònic 20th century | 42° 01′ 54″ N, 2° 44′ 23″ E / 42.031779°N,2.73963°E ca:Carretera GIV-5313, km 3,1 217 msnm                    | bé cultural d'interès local                          | Ampliació de l'Estanc  | Modifica les dades a Wikidata |
|        | casa consistorial de Canet d'Adri | Canet d'Adri                                                       | casa consistorial                             |                                                | 42° 02′ 00″ N, 2° 44′ 14″ E / 42.0334072°N,2.7371672°E                                                        |                                                      |                        | Modifica les dades a Wikidata |
|        | el Puig                           | Canet d'Adri                                                       | volcà extint                                  |                                                | 42° 02′ 39″ N, 2° 44′ 19″ E / 42.04416667°N,2.73866667°E Zona Volcànica de la Garrotxa 412 msnm               |                                                      | El Puig (Canet d'Adri) | Modifica les dades a Wikidata |
|        | rectoria d'Adri                   | Canet d'Adri                                                       | rectoria                                      | Estil: arquitectura popular 18th century       | 42° 03′ 08″ N, 2° 44′ 25″ E / 42.052092°N,2.740416°E ca:A ponent de l'església de Sant Vicenç d'Adri 245 msnm | bé cultural d'interès local                          | Rectoria d'Adri        | Modifica les dades a Wikidata |